# Maryannu
De maryannu of mariyannu waren een elite van strijdwagenkrijgers van Mitanni, een Hurritisch koninkrijk in Noord-Syrië in de late bronstijd.
Het gebruik van strijdwagens betekende een militaire omwenteling waarmee Mitanni grote successen wist te boeken. Het gebruik van strijdwagens verspreidde zich dan ook door het oude Nabije Oosten.